# Земельний податок

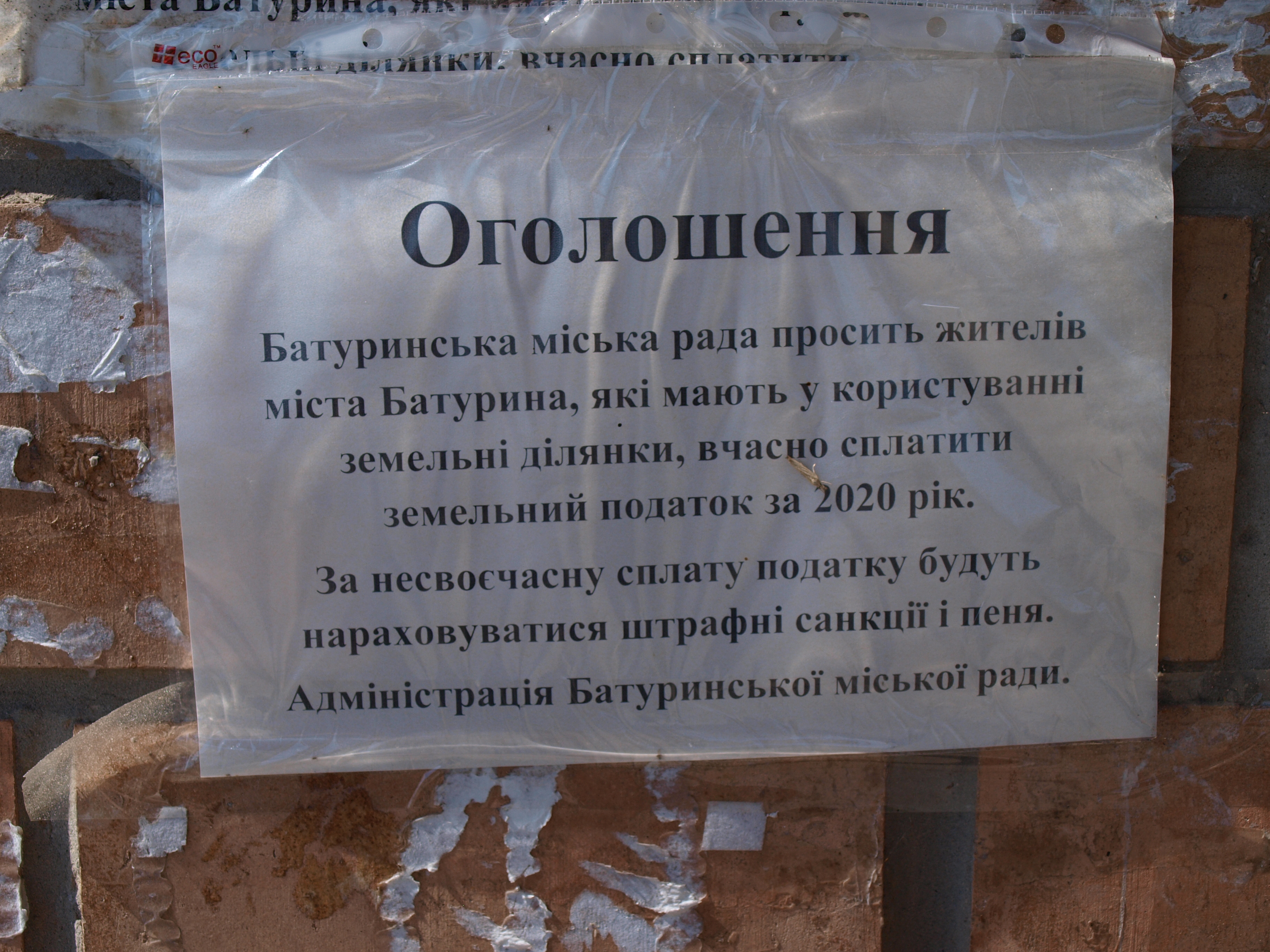
Оголошення Адміністрації міста Батурин про своєчасну сплату земельного податку

Пла́та за зе́млю (також земе́льний пода́ток, поземе́льний пода́ток) — це податок (обов'язковий платіж), що справляється з юридичних і фізичних осіб за використання земельних ділянок. Плата за землю входить до складу податку на майно. Платниками податку є: власники земельних ділянок, земельних часток (паїв); землекористувачі.
Базою оподаткування є: нормативна грошова оцінка земельних ділянок з урахуванням коефіцієнта індексації, визначеного відповідно до порядку, встановленого цим розділом; площа земельних ділянок, нормативну грошову оцінку яких не проведено.
Ставка встановлюється у розмірі не більше 12 %. Також, передбачаються пільги щодо сплати земельного податку для фізичних осіб і юридичних осіб.
Базовим податковим (звітним) періодом для плати за землю є календарний рік.
Питання плати за землю регулює РОЗДІЛ XII. ПОДАТОК НА МАЙНО Податкового кодексу України. Згідно з Податковим кодексом України з 01.01.2011 втратили чинність закони, що регулювали це питання, зокрема закони України від 03 липня 1992 року № 2535-XII «Про плату за землю» та від 25 липня 1991 року № 1251-XII «Про систему оподаткування».